# Hopes and Fears
Hopes and Fears är den brittiska gruppen Keanes debutalbum, utgivet den 10 maj 2004. Albumet är producerat av Andy Green. Hopes and Fears toppade brittiska albumlistan och blev det bäst säljande albumet 2004. Det vann också en BRIT Award för bästa brittiska album.
Det finns två olika versioner av Hopes and Fears, den brittiska och den internationella. Den enda skillnaden är att låten "On a Day Like Today" finns med på den brittiska. Alla låtar är skrivna av Tom Chaplin, Tim Rice-Oxley och Richard Hughes.

## Låtlista

### Brittisk version
1. "Somewhere Only We Know" - 3:58
2. "Bend and Break" - 3:40
3. "We Might as Well Be Strangers" - 3:12
4. "Everybody's Changing" - 3:36
5. "Your Eyes Open" - 3:23
6. "She Has No Time" - 5:46
7. "Can't Stop Now" - 3:39
8. "Sunshine" - 4:13
9. "This Is the Last Time" - 3:29
10. "On a Day Like Today" - 5:27
11. "Untitled 1" - 5:36
12. "Bedshaped" - 4:38

### Internationell version
1. "Somewhere Only We Know"
2. "This Is the Last Time"
3. "Bend and Break"
4. "We Might as Well Be Strangers"
5. "Everybody's Changing"
6. "Your Eyes Open"
7. "She Has No Time"
8. "Can't Stop Now"
9. "Sunshine"
10. "Untitled 1"
11. "Bedshaped"